# Annaphila depicta
Annaphila depicta là một loài bướm đêm trong họ Noctuidae.